# Culicoides hollandiensis
Culicoides hollandiensis är en tvåvingeart som beskrevs av Tokunaga 1959. Culicoides hollandiensis ingår i släktet Culicoides och familjen svidknott. Inga underarter finns listade i Catalogue of Life.